# Chrysochloris asiatica
Chrysochloris asiatica — дрібний комахоїдний ссавець родини златокротів Chrysochloridae. Вид є одиночним підземним комахоїдним, приурочений до прибережних регіонів південно-західного та південного Кейпу в ПАР. Під час пошуку дрібних ґрунтових безхребетних і малих ящірок ці златокроти викопують поверхневі нори, використовуючи свій конічний носовий щиток і сильно видозмінені передні лапи. Самиці менші за самців. У златокротів дуже щільна, м'яка і шовковиста шерсть. Шерсть має колір від чорного до сланцево-сірого та від коричневого до блідо-коричневого. Також було помічено, що вони виходять на піщані пляжі, імовірно, щоб харчуватися амфіподами та ізоподами, які там зустрічаються.